# Ivolândia
Ivolândia é um município brasileiro localizado interior do estado de Goiás, um dos municípios integrantes do Oeste-Goiano, é reconhecido nacionalmente como a Capital do Pequi, tendo em vista a enorme quantidade do fruto que é encontrada. Tendo como alguns de seus pioneiros os senhores, Ivo Moreira Neves, Eupidio José Guerra, Adelando Vieira de Freitas, Olivar Vieira de Souza.

## História
O povoado que havia se instalado na chegada em meados do ano 1939, foi elevado à categoria de distrito pela lei municipal nº 29, de 10/01/1952, passando a chamar-se de Ivolândia em homenagem ao Sr. Ivo Moreira Neves, um dos primeiros moradores e doador de 5 alqueires de terras para o Patrimônio. Sua autonomia político-administrativa se deu através da Lei Estadual nº 861 de 05/11/1953, quando foi elevado à categoria de município e desmembrando-se do município de Aurilândia. Atualmente, Ivolândia é sede de comarca desde meados do ano de 1973. Seu primeiro prefeito eleito foi o Sr. Josino Bretas Sobrinho.

## Geografia
Sua população estimada em 2010 era de 2.663 habitantes.

### Galeria

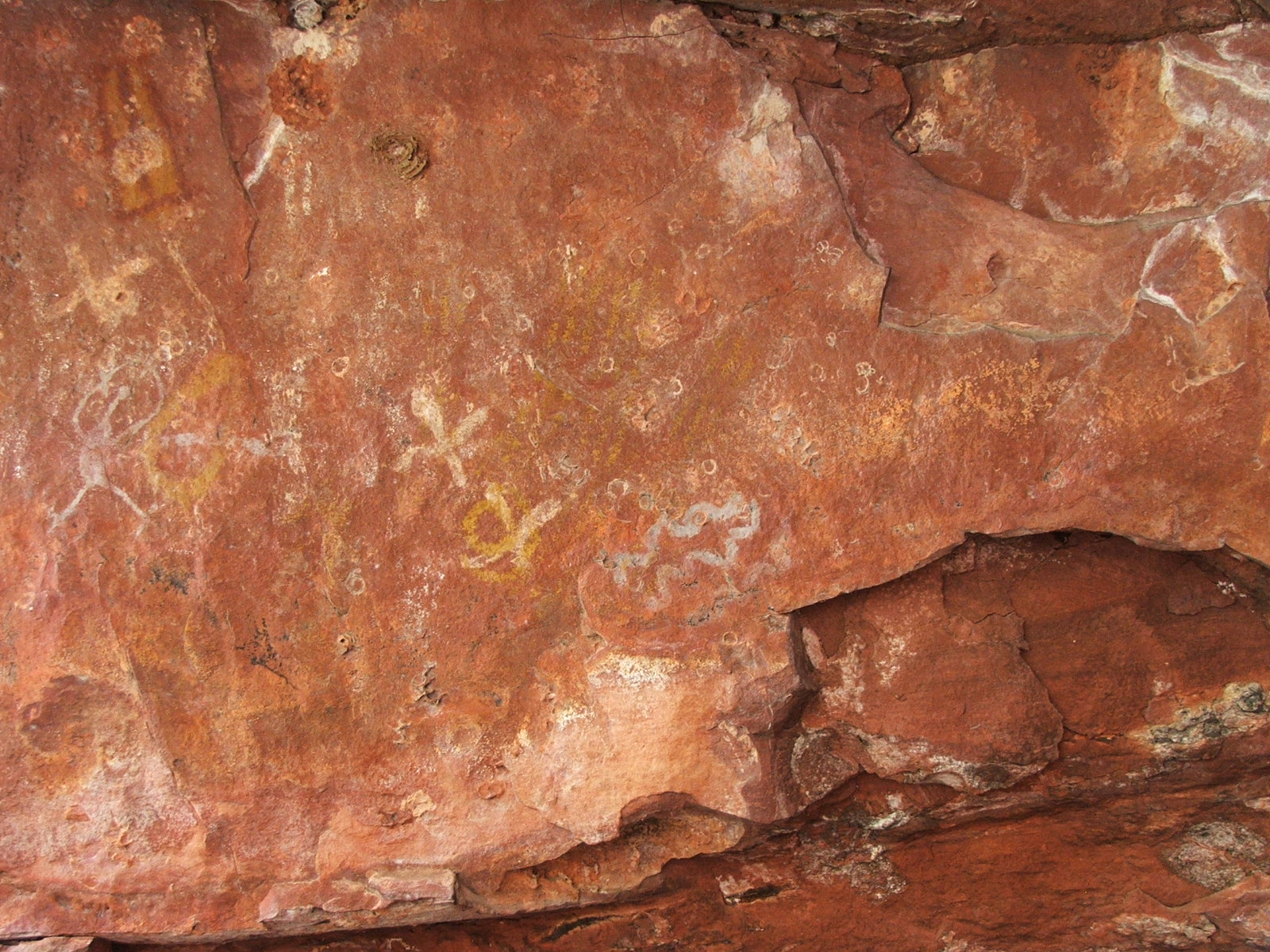
Pinturas rupestres numa caverna perto da cidade de Ivolândia
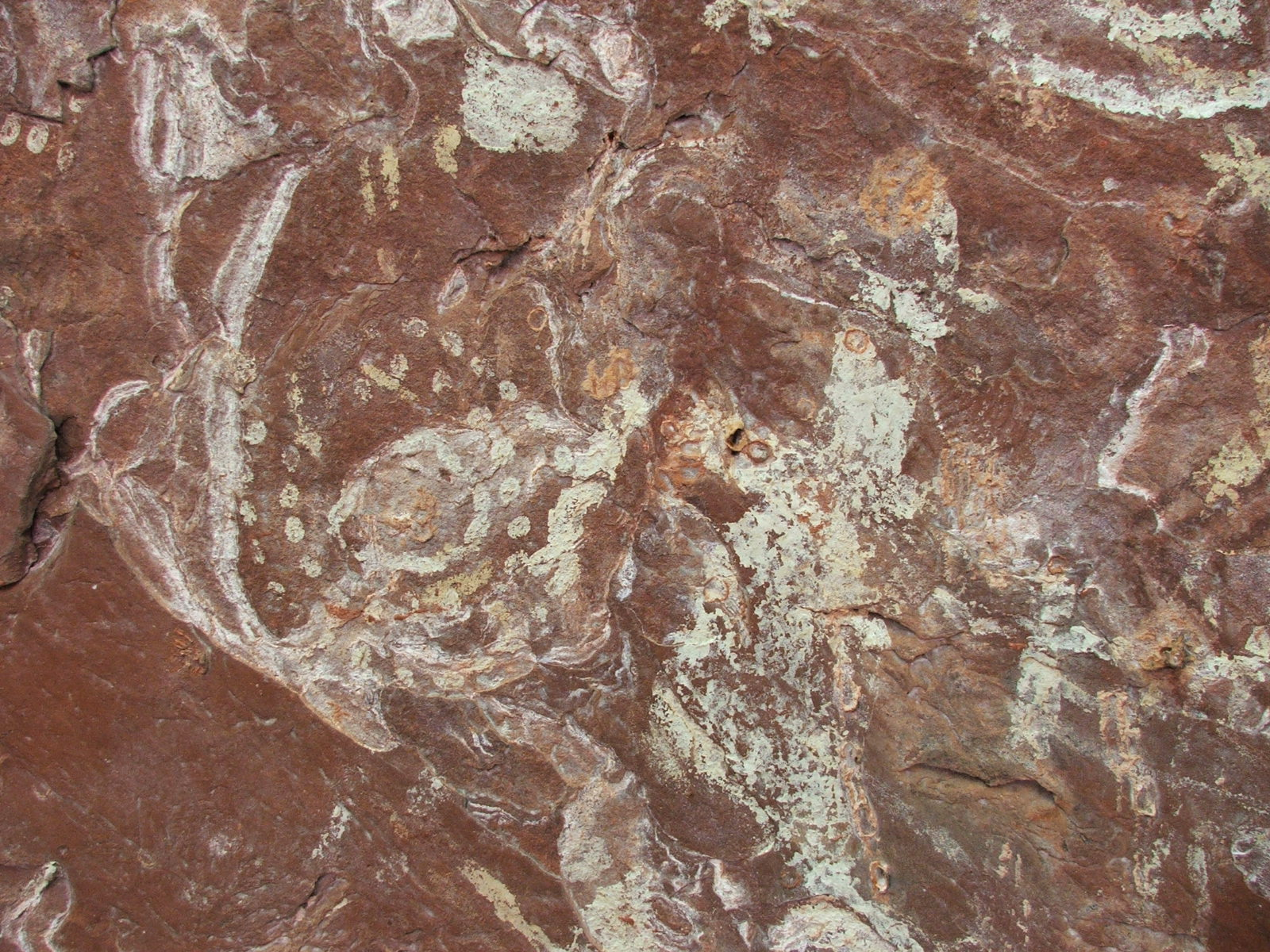
Pinturas rupestres

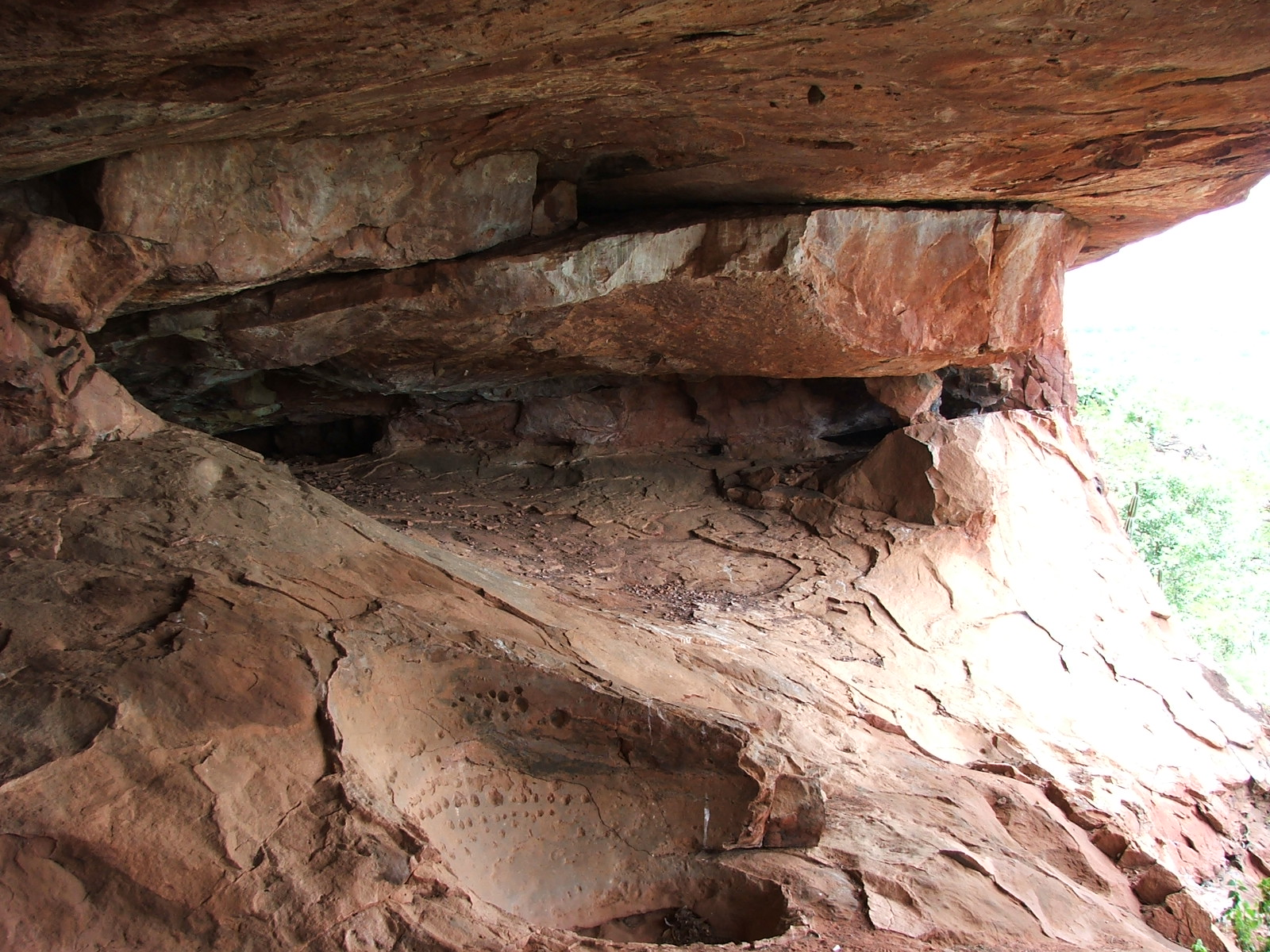
Pinturas rupestres
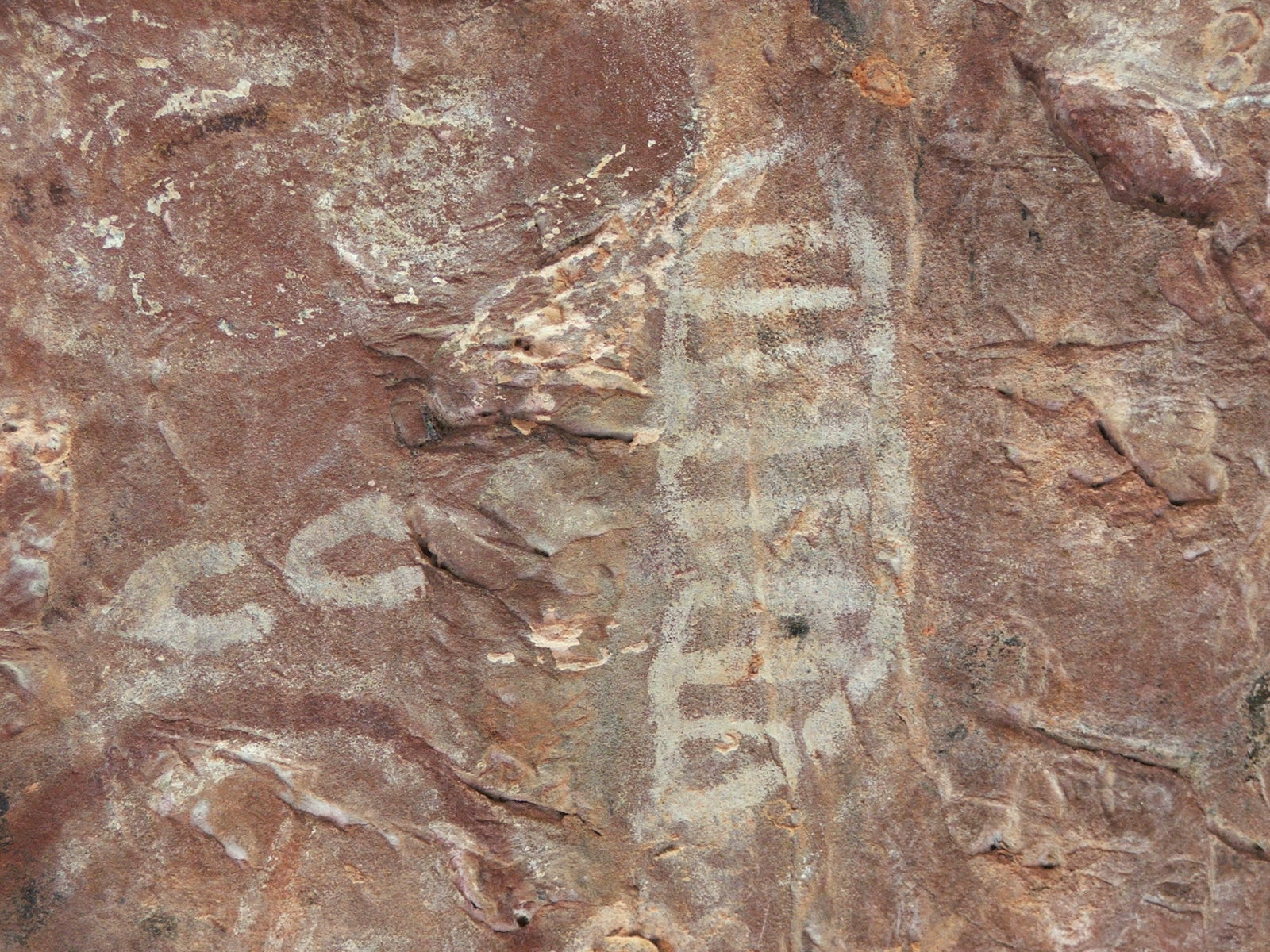
Pinturas rupestres

## Economia
É um município em ascensão e tem tudo para se tornar um grande exportador agropecuário.

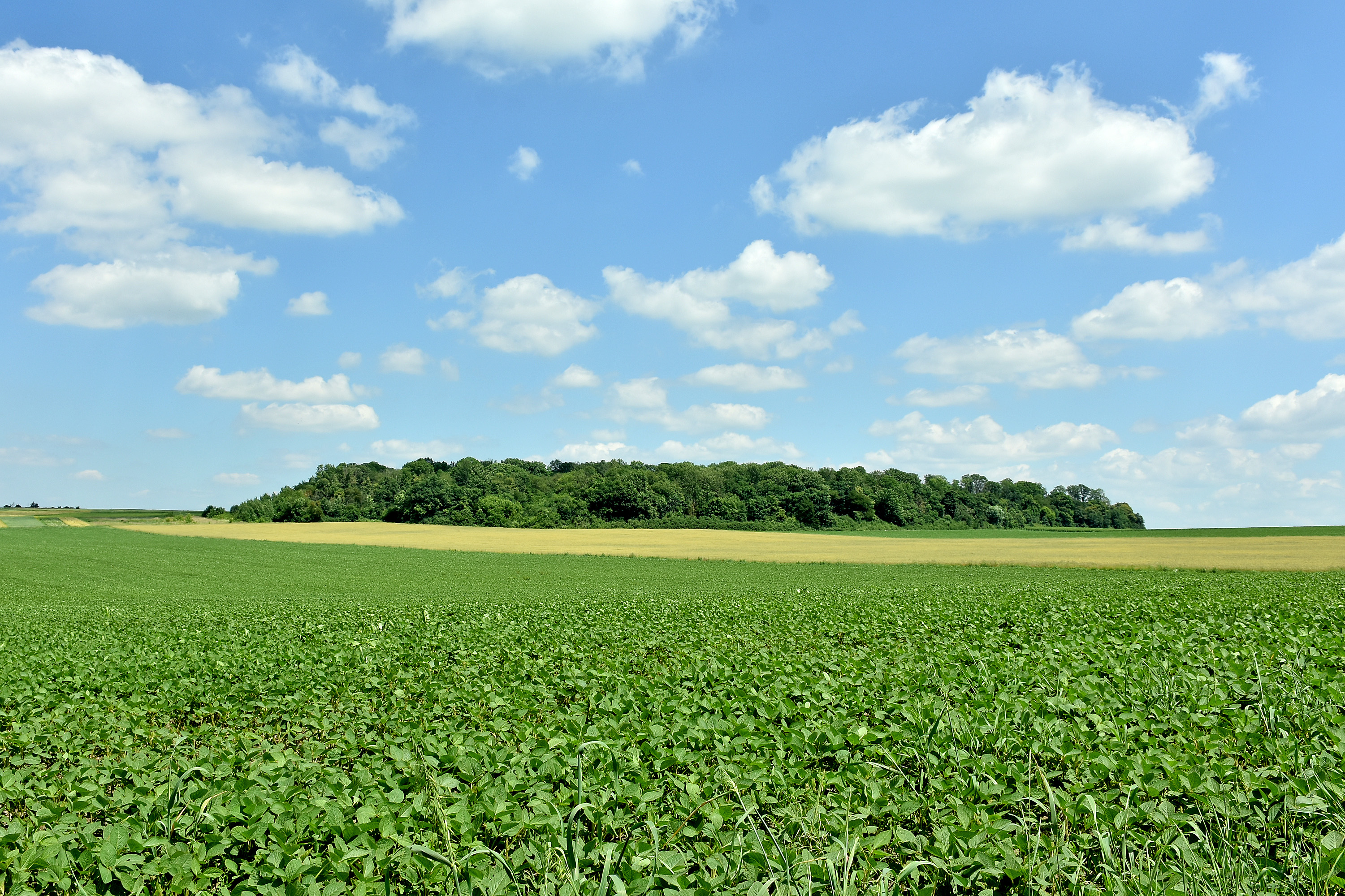

Nos dias atuais (2020-2021), grande parte da economia municipal é proveniente da agropecuária, sendo as principais fontes econômicas a criação de gado leiteiro e gado de corte. Outrossim, vem sendo crescente a expansão da fronteira agrícola no município, onde grandes produtores estão migrando para a produção de grãos e cereais (soja e milho são os principais).